# Дэницэ, Юлиан
Ю́лиан Дэни́цэ (рум. Iulian Dăniţă; род. 18 октября 1975, Бузэу) — румынский футболист, защитник.

## Карьера
В 2001 году подписал контракт с симферопольским клубом «Таврия». В 2003 году перешёл в новороссийский «Черноморец», где сначала попадал в основу регулярно, но потом перестал попадать в состав и был вынужден выступать за дубль команды. Позже вернулся в «Таврию», но уже в следующем сезоне снова вернулся в новороссийский клуб.

## Достижения
- Финалист Кубка Премьер-лиги: 2003